# Ericolophium rectisiphon
Ericolophium rectisiphon är en insektsart. Ericolophium rectisiphon ingår i släktet Ericolophium och familjen långrörsbladlöss. Inga underarter finns listade i Catalogue of Life.